# Битка при Льовен (1831)
Битката при Льовен е битка от Белгийско-нидерландската война. Битката се състои на 12 август 1831. Нидерландската армия разбива белгийските въстаници и превзема града на 13 август, но решава да се предаде, тъй като френска армия, водена от маршал Жерар прекосила границата, за да помогне на въстаниците.